# Artomyces costaricensis
Artomyces costaricensis är en svampart som beskrevs av Lickey 2003. Artomyces costaricensis ingår i släktet Artomyces och familjen Auriscalpiaceae.   Inga underarter finns listade i Catalogue of Life.